# Гортензия древовидная
Горте́нзия древови́дная (лат. Hydrangéa arboréscens) — вид растений рода Гортензия семейства Гортензиевые. Родина — Северная Америка. В культуре выращивается практически повсеместно. Часто используется в декоративных целях для создания живых изгородей.

## Ботаническое описание
Кустарник высотой до 3 м. Цветки мелкие, белого цвета, блестящие, достигают в диаметре 1,5-2 см, образуют щитовидные соцветия диаметром до 15 см. Цветёт ежегодно с июля по октябрь. Растение влаголюбиво, зимой может подмерзать из-за того, что побеги не полностью одревесневают. Размножается вегетативно.

## Выращивание

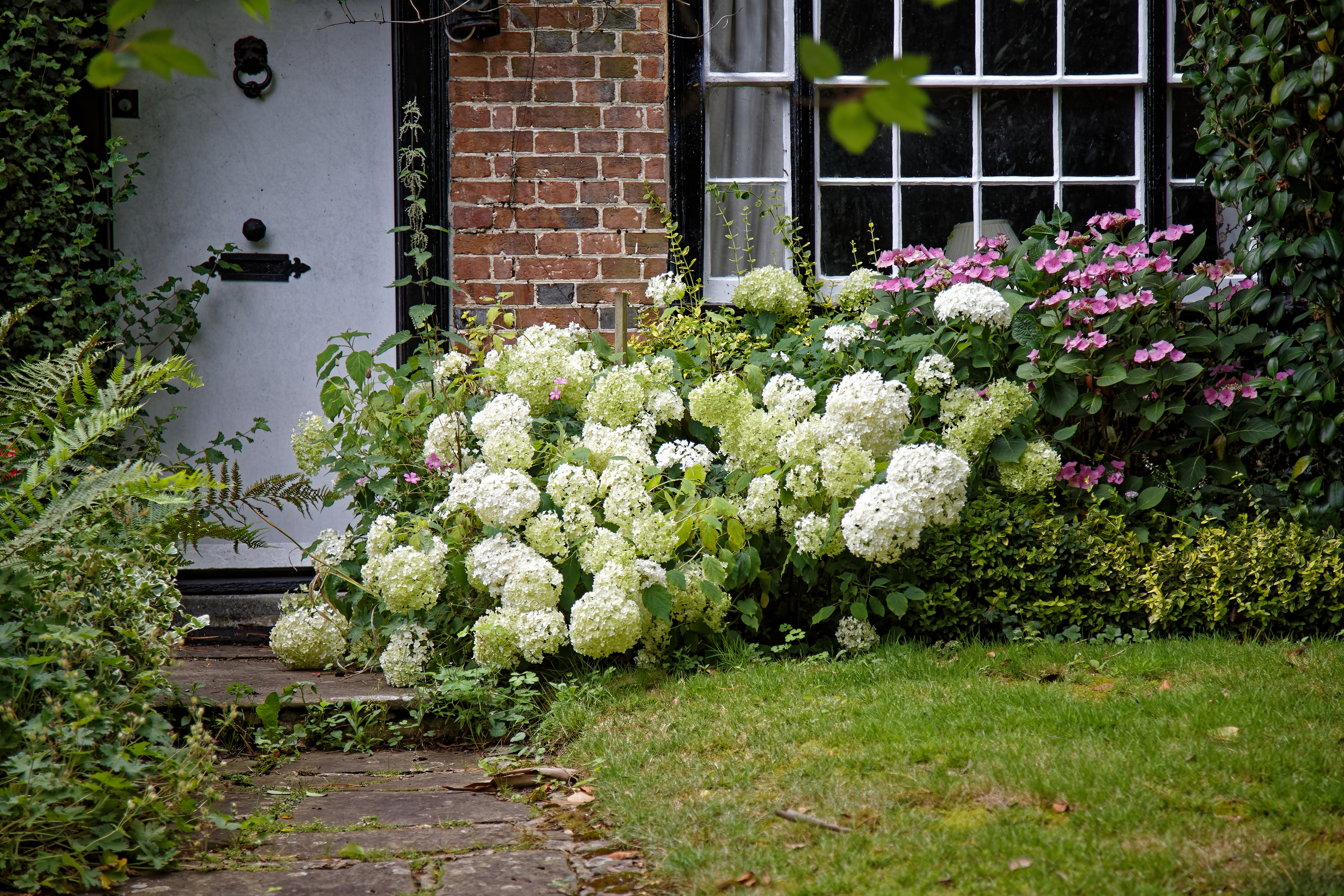
Гортензия древовидная в качестве декоративного растения

Хорошо растёт в полутени на хорошо увлажненных компостных и листовых почвах. При этом место произрастания должно быть защищено от ветра. Растение может переносить кратковременную засуху и щелочную почву.
Размножается древовидная гортензия черенками или отводками. Черенки лучше всего заготавливать в период цветения растения, обрезая верхушки побегов текущего года.
Перед посадкой черенков в начале апреля необходимо вырыть яму диаметром 50 см и глубиной 60-70 см. Далее необходимо поместить в яму черенок и засыпать заранее подготовленной смесью перегноя, чернозёма, торфа и песка в соотношении 2:2:1:1. Также необходимо добавить 20 г мочевины и по 30 г сернокислого калия и суперфосфата. Повторяют подобную комплексную подкормку через 2 года. Подкормку минеральными удобрениями или навозом можно проводить в начале роста, в период образования бутонов и 1-2 раза в летнее время меньшими дозами. Высаживать растения нужно на расстоянии около 150 см друг от друга. Не стоит размещать растение рядом с деревьями, так как они активно поглощают влагу из почвы. На зиму укрывать не требуется. Благодаря мощной корневой системе в случае промерзания растение восстанавливается к прежнему состоянию. Цвести начинает на 4-5 год.
Рекомендуется ежегодно в конце марта или начале апреля производить обрезку растения до основания. Срезанные побеги можно использовать в качестве черенков. Не менее двух раз в год необходимо рыхлить землю вокруг растения на глубину около 5 см. Поливать гортензию нужно в среднем не менее 5 раз за сезон. Для улучшения прочности побегов рекомендуется поливать под корень и вдоль кроны слабым раствором марганцовки.